# ورن (دهانه)
ورن یک دهانه برخوردی در ماه است.